# Station Zaandam Kogerveld
Station Zaandam Kogerveld is een spoorwegstation aan de spoorlijn Zaandam – Enkhuizen. Het ligt 2 kilometers ten noorden van station Zaandam, in de wijk Kogerveld. Het is in 1989 in gebruik genomen. Het station is van het type voorstadshalte en ontworpen door ir. J. Bak van Articon. Het station ligt naast enkele sportvelden en een kerk (Sint Jozef). Het station wordt met name gebruikt door mensen uit de wijken Kogerveld, Hoornseveld en 't Kalf. Voor de richting Hoorn/Enkhuizen wordt het ook gebruikt door inwoners van Koog aan de Zaan.

## Treinen
Het Kogerveldstation heeft verbindingen met plaatsen in Noord-Holland. Dit zijn Purmerend, Hoorn, Enkhuizen, Amsterdam Sloterdijk, Amsterdam Lelylaan, Schiphol, Hoofddorp en natuurlijk het hoofdstation van de eigen stad Zaandam. Ook zijn er verbindingen met plaatsen in Zuid-Holland. Dit zijn Sassenheim, Leiden Centraal, De Vink, Voorschoten, Den Haag Mariahoeve, Laan van NOI en Centraal. In december 2008 is de directe verbinding met Amsterdam Centraal en Enkhuizen komen te vervallen. Het alternatief voor de Kogerveldreizigers is overstappen op het hoofdstation.
De volgende treinserie stopt op station Kogerveld:
| Serie | Treinsoort    | Route                                                                                                | Bijzonderheden |
| ----- | ------------- | --- | -------------- |
| 4100  | Sprinter (NS) | Hoofddorp – Schiphol Airport – Zaandam – Zaandam Kogerveld – Purmerend – Hoorn – Hoorn Kersenboogerd |                |

Enkele late intercity's tussen Amsterdam en Enkhuizen stoppen op alle tussengelegen stations, waaronder Zaandam Kogerveld.

## Buslijnen
Aan de onderkant van het station is een bushalte aan een vrije busbaan gesitueerd. Hier stoppen twee M.net streekbussen en een R-netbus van/naar Amsterdam. Het busvervoer in en rond Zaandam wordt uitgevoerd door EBS in opdracht van de Vervoerregio Amsterdam. Zaandam valt onder het concessiegebied "Zaanstreek-Waterland". De volgende buslijnen doen "Zaandam, Station Kogerveld" aan:
| Lijn                                                  | Route | Formule | Opmerkingen |
| ----------------------------------------------------- | --- | ------- | ----------- |
| Vervoerder: EBS Concessiegebied: Zaanstreek-Waterland | |         |             |
| 64                                                    | Zaandijk Rooswijk - Koog aan de Zaan - Zaandam Station - Zaandam Kogerveld - Fonteinkruidweg                                                                            | M.net   |             |
| 69                                                    | Station Krommenie-Assendelft - Krommenie Willis - Wormerveer Zaanweg - Wormerveer Station - Zaanse Schans - Zaandam 't Kalf - Zaandam Kogerveld - ZMC - Zaandam Station | M.net   |             |
| 391                                                   | Amsterdam Centraal Station - Floradorp - Klaprozenweg - Zaandam De Vlinder - ZMC - Kogerveld Station - 't Kalf - Zaanse Schans                                          | R-net   |             |

- Deze tabel is gebaseerd op de dienstregeling die ingegaan is per 15 december 2024.

## Ontwikkeling aantal reizigers
Het aantal door NS vervoerde reizigers (per gemiddelde werkdag) ontwikkelde zich sedert 2019 als volgt:
| Jaar | Aantal reizigers |
| ---- | ---------------- |
| 2019 | 1.463            |
| 2020 | 895              |
| 2021 | 955              |
| 2022 | 1.145            |
| 2023 | 1.349            |
| 2024 | 1.371            |

## Afbeeldingen

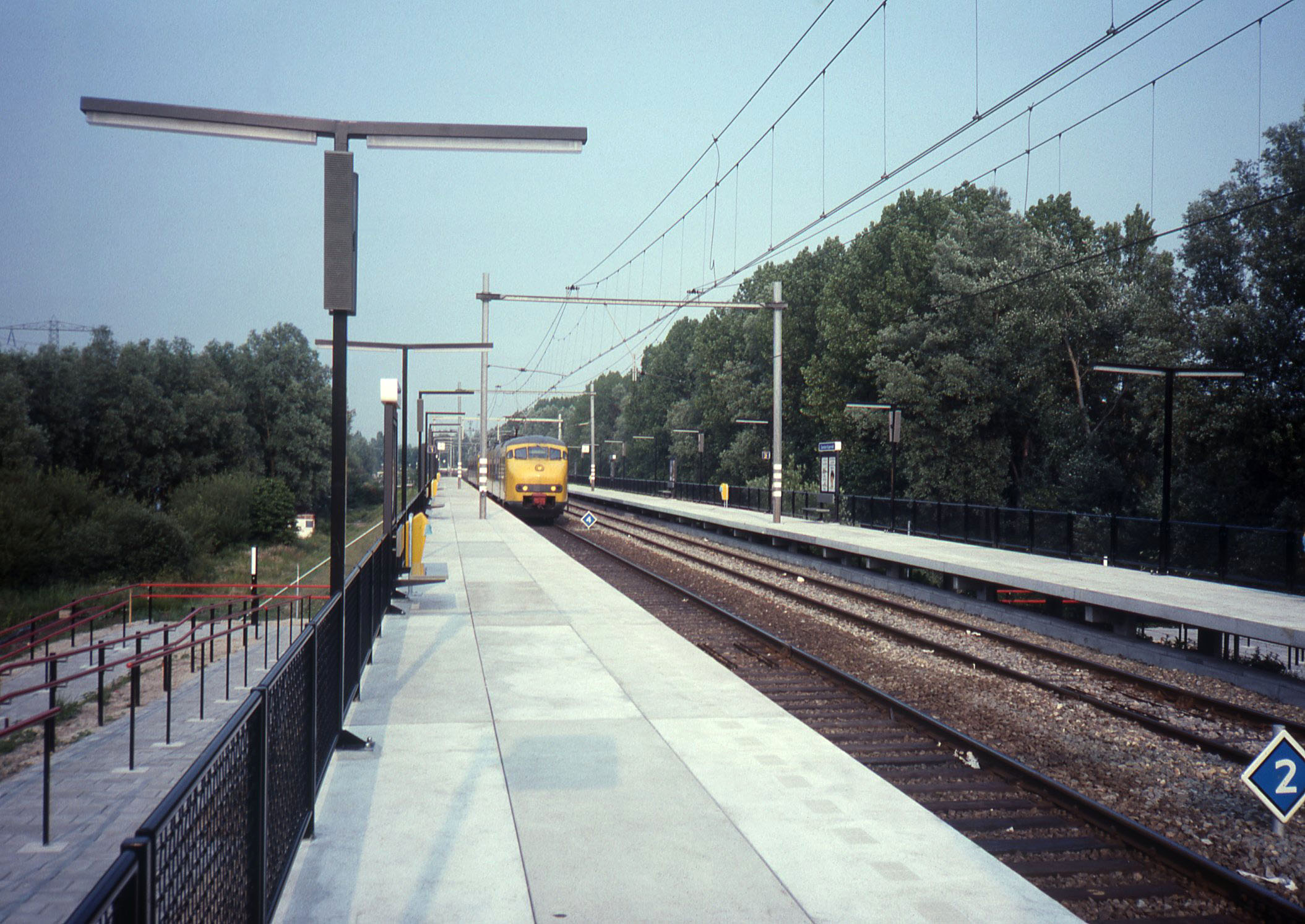
Mat '64 op het station (1989)
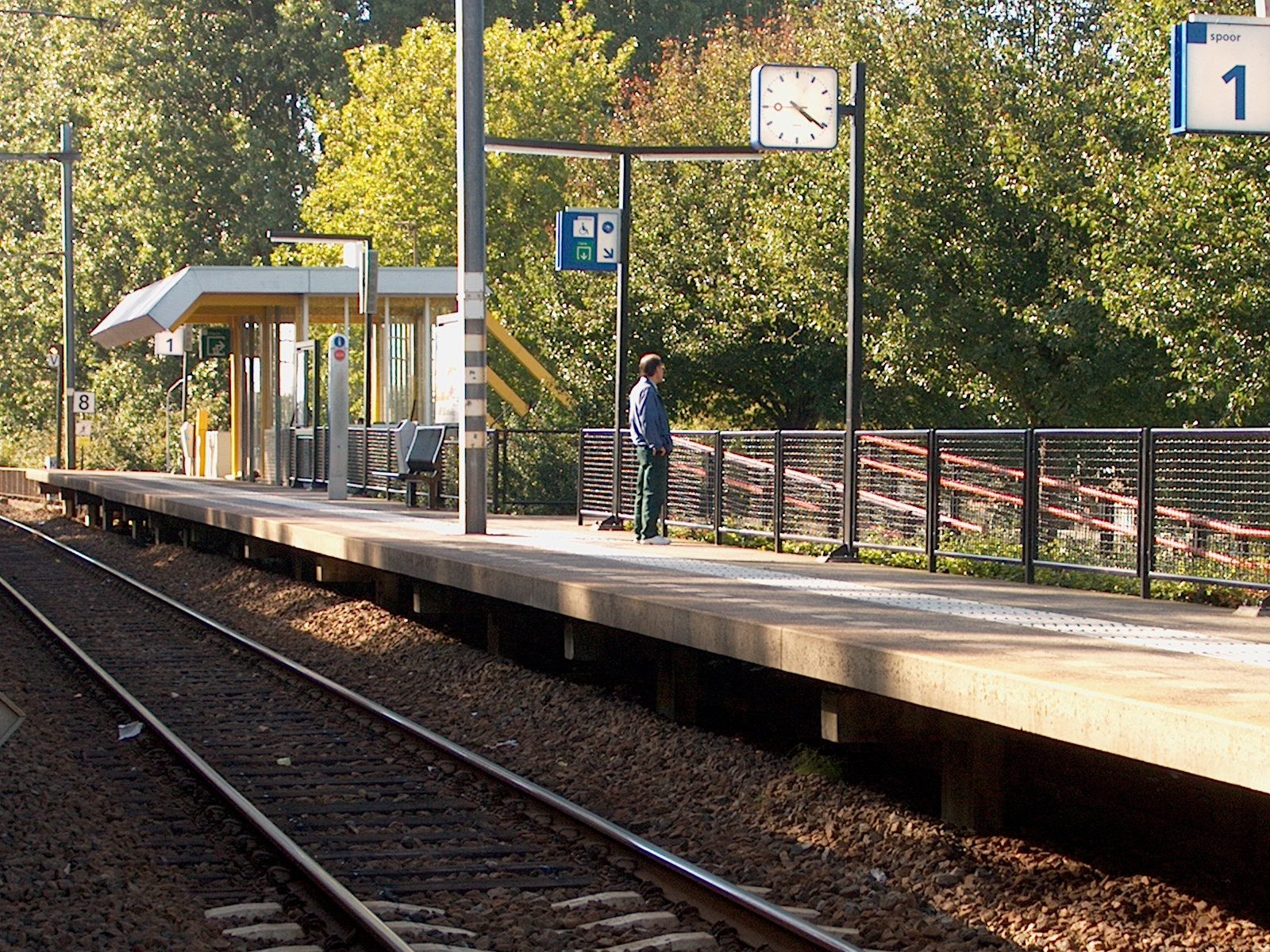
Spoor 1 van station Zaandam Kogerveld
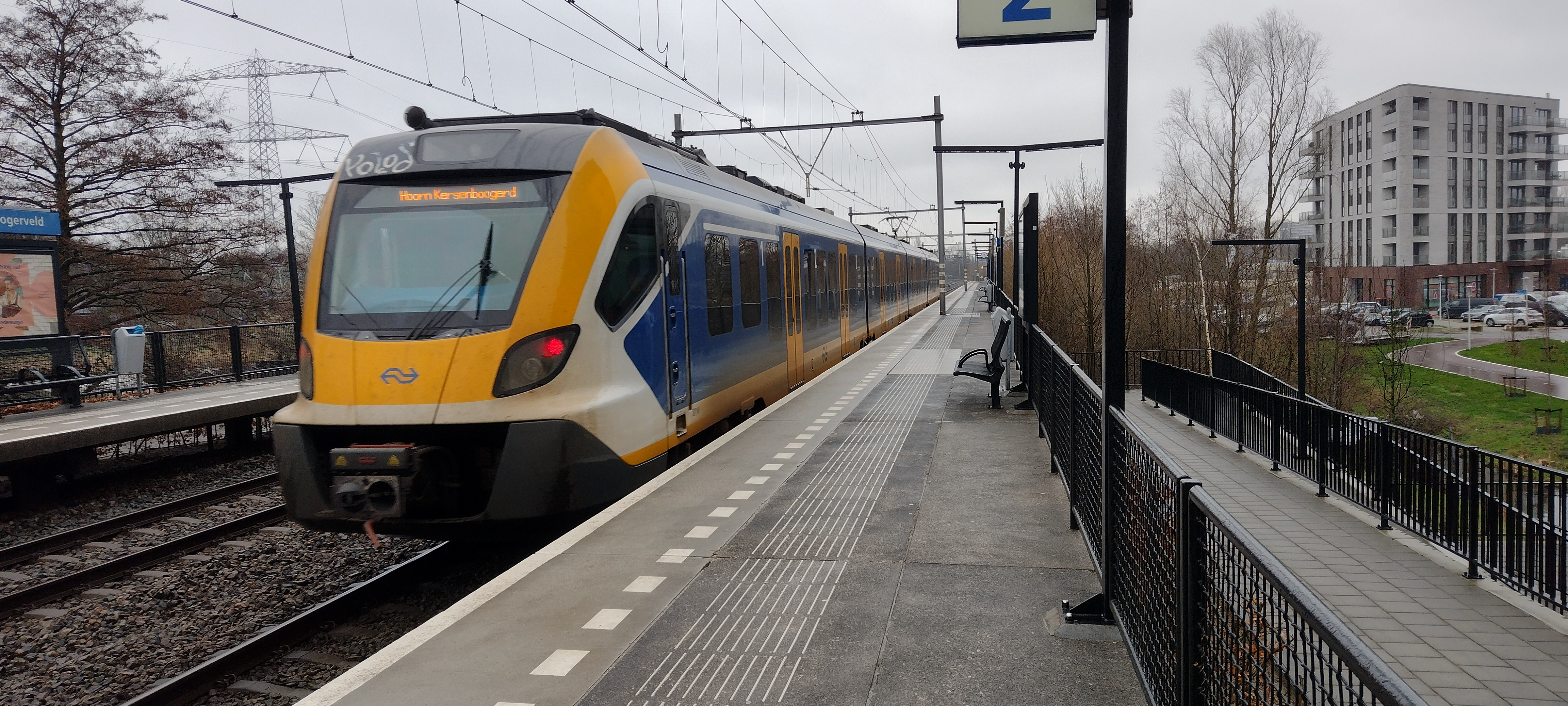
SNG op het station
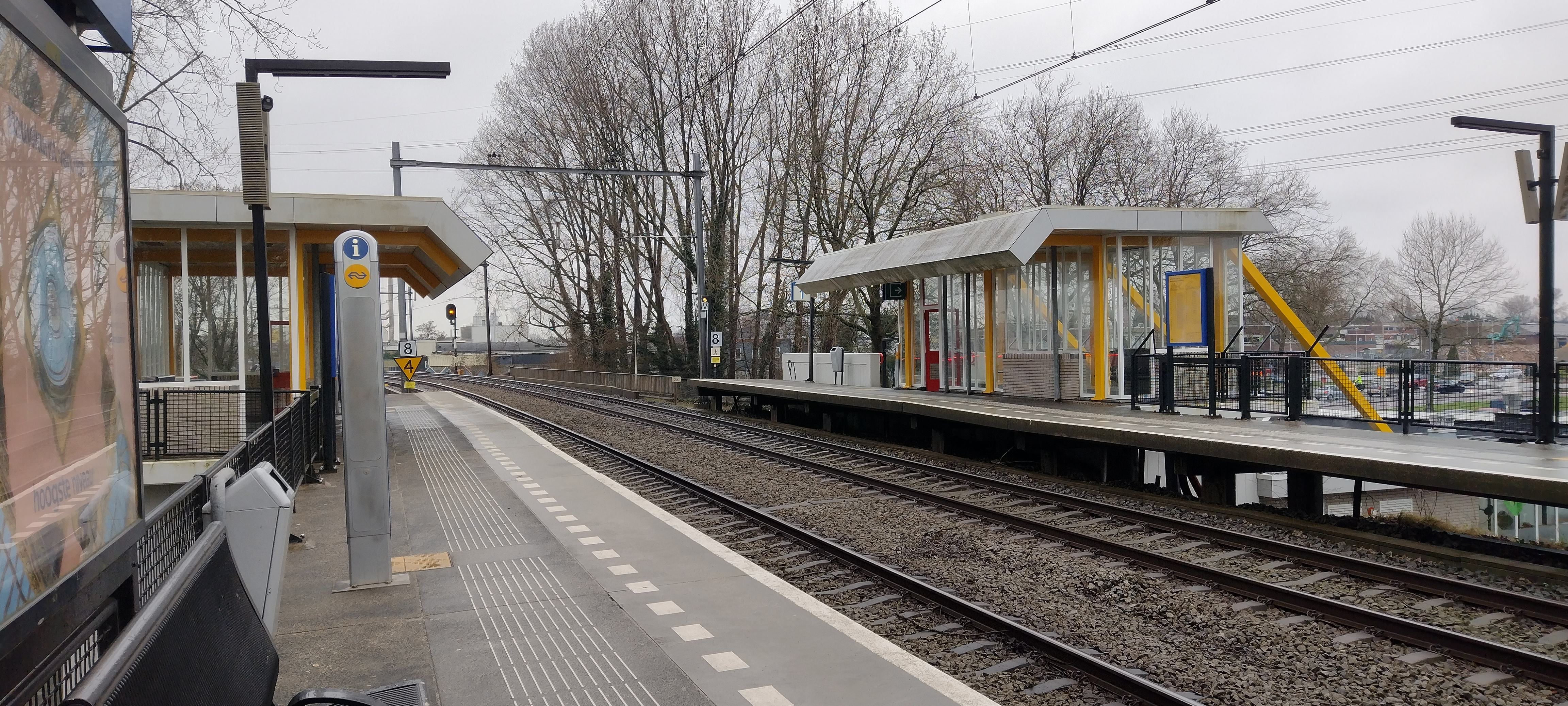
Perrons

0: Zaandam ·
1: Zaanbrug ·
2: Zaandam Kogerveld ·
6: Oostzaan ·
12: Purmerend Weidevenne ·
13: Purmerend ·
15: Purmerend Overwhere ·
17: Kwadijk ·
20: Middelie ·
23: Stopplaats Oosthuizen ·
25: Schardam ·
28: Avenhorn ·
32: Hoorn ·
35: Hoorn Kersenboogerd ·
37: Blokker ·
40: Westwoud ·
43: Hoogkarspel ·
45: Lutjebroek ·
46: Bovenkarspel-Grootebroek ·
48: Broekerhaven ·
48: Bovenkarspel Flora ·
50: Enkhuizen
Alkmaar ·
-Noord ·
Amsterdam:
-Amstel ·
-ArenA ·
-Bijlmer ArenA · 
-Centraal ·
-Holendrecht ·
-Lelylaan ·
-Muiderpoort ·
-RAI ·
-Science Park ·
-Sloterdijk ·
-Zuid ·
Anna Paulowna ·
Beverwijk ·
Bloemendaal ·
Bovenkarspel:
-Flora ·
-Grootebroek ·
Bussum Zuid ·
Castricum ·
Den Helder ·
-Zuid ·
Diemen ·
-Zuid ·
Driehuis ·
Duivendrecht ·
Enkhuizen ·
Haarlem ·
-Spaarnwoude ·
Halfweg-Zwanenburg ·
Heemskerk ·
Heemstede-Aerdenhout ·
Heerhugowaard ·
Heiloo ·
Hilversum ·
-Media Park ·
-Sportpark ·
Hollandsche Rading ·
Hoofddorp ·
Hoogkarspel ·
Hoorn ·
-Kersenboogerd ·
Koog aan de Zaan ·
Krommenie-Assendelft ·
Naarden-Bussum ·
Nieuw Vennep ·
Obdam ·
Overveen ·
Purmerend ·
-Overwhere ·
-Weidevenne ·
Santpoort:
-Noord ·
-Zuid ·
Schagen ·
Schiphol Airport ·
Uitgeest ·
Weesp ·
Wormerveer ·
Zaandam ·
-Kogerveld ·
Zaandijk Zaanse Schans ·
Zandvoort aan Zee
Stations van de Museumstoomtram Hoorn-Medemblik:
Tramstation Hoorn · 
Zwaag ·
Wognum-Nibbixwoud ·
Twisk ·
Opperdoes ·
Medemblik
Voormalige stations: zie de lijst van voormalige spoorwegstations in Noord-Holland